# Kanton Wassigny
Der Kanton Wassigny war bis 2015 ein französischer Wahlkreis im Arrondissement Vervins, im Département Aisne und in der Region Picardie; sein Hauptort war Wassigny. Die landesweiten Änderungen in der Zusammensetzung der Kantone brachten zum März 2015 seine Auflösung.
Der Kanton Wassigny war 122,91 km² groß und hatte 6612 Einwohner (Stand: 2012).

## Gemeinden
| Gemeinde             | Einwohner | Code postal | Code Insee |
| -------------------- | --------- | ----------- | ---------- |
| Étreux               | 1.670     | 2510        | 02298      |
| Grougis              | 350       | 2110        | 02358      |
| Hannapes             | 278       | 2510        | 02366      |
| Mennevret            | 653       | 2630        | 02476      |
| Molain               | 151       | 2110        | 02488      |
| Oisy                 | 416       | 2450        | 02569      |
| Ribeauville          | 74        | 2110        | 02647      |
| Saint-Martin-Rivière | 119       | 2110        | 02683      |
| Tupigny              | 350       | 2120        | 02753      |
| La Vallée-Mulâtre    | 145       | 2110        | 02760      |
| Vaux-Andigny         | 902       | 2110        | 02769      |
| Vénérolles           | 265       | 2510        | 02779      |
| Grand-Verly          | 137       | 2120        | 02783      |
| Petit-Verly          | 176       | 2630        | 02784      |
| Wassigny             | 1.026     | 2630        | 02830      |

## Einwohner
| Bevölkerungsentwicklung | Bevölkerungsentwicklung |
| Jahr                    | Einwohner               |
| ----------------------- | ----------------------- |
| 1962                    | 7039                    |
| 1968                    | 7451                    |
| 1975                    | 7003                    |
| 1982                    | 7005                    |
| 1990                    | 6743                    |
| 1999                    | 6712                    |
| 2006                    | 6715                    |
| 2011                    | 6610                    |

## Politik
| Vertreter im conseil général des Départements | Vertreter im conseil général des Départements | Vertreter im conseil général des Départements |
| Amtszeit                                      | Name                                          | Partei                                        |
| --------------------------------------------- | --------------------------------------------- | --------------------------------------------- |
| 2001–2015                                     | Charles Wattelle                              | PS                                            |